# Cyperus breviculmis
Cyperus breviculmis är en halvgräsart som beskrevs av Robert Brown. Cyperus breviculmis ingår i släktet papyrusar, och familjen halvgräs. Inga underarter finns listade i Catalogue of Life.